# Universidad Estatal de Tecnología del Volga
Universidad estatal de tecnología del Volga(Пово́лжский госуда́рственный технологи́ческий университе́т (ПГТУ, Волгате́х) en ruso) — el único técnico (tecnológico) y una de las primeras universidades de la República Mari el, el mayor centro educativo y científico de la República. La Universidad realiza investigaciones científicas conjuntas con universidades y organizaciones del Reino Unido, Canadá, los países bajos, los Estados Unidos, Francia, Finlandia, Grecia, Alemania, China; trabaja en los programas TEMPUS, TASIS," iniciativa Cultural", etc.

## Nombres
- 1932—1968 — Instituto forestal del Volga. M. Gorky (PLTI).
- 1968—1982 — Instituto Politécnico de Mari. M. Gorky (MarPI)
- 1982—1995 —Orden Mariana de la Amistad de los pueblos Instituto Politécnico. M. Gorky (MPI).
- 1995—2012 — Universidad técnica del estado de Mari (MarGTU).[2]
- 2012 — actualmente - Universidad estatal de tecnología del Volga (PGTU).[3]

## Historia
La fecha de Fundación se considera el 5 de junio de 1932, cuando se emitió el decreto del comisario de la Unión Soviética sobre la transferencia del Instituto forestal de Kazán a Yoshkar-Ola y al mismo tiempo se cambió el nombre al Instituto forestal del Volga (PLTI). Por resolución de la Secretaría del Comité central de la URSS de 13 de diciembre de 1932, el Instituto forestal del Volga recibió el nombre de M. Gorky.
La CARNE jugó un papel importante en la formación de personal de ingeniería para el país durante los años de industrialización. Los graduados trabajaron en la industria forestal nacional, trabajando como directores, especialistas principales de granjas forestales, granjas forestales, fideicomisos forestales y otras empresas y organizaciones forestales.
El período más difícil fueron los años militares y de posguerra. Desde el otoño de 1941 hasta agosto de 1943, el equipo vivió y trabajó en la evacuación en el pueblo forestal de Mushmari, distrito de Zvenigov. Pero incluso allí, el Instituto continuó produciendo personal calificado y permitió introducir ideas científicas importantes para el frente, por lo que recibió las gracias del gobierno y el Comandante Supremo del país.
1950-1956 - durante este período hubo un crecimiento y una acumulación de fuerzas, que predeterminó su transformación en una Universidad Politécnica. El resultado de esta actividad fue la introducción en la producción de 84 trabajos de investigación y desarrollo. Este es el mérito incondicional del director-rector M. D. Danilov.
En 1968, debido al aumento de las necesidades de la región de Volga-Vyatka y la ASSR de Mari en el personal de ingeniería de varias especialidades, el Instituto forestal del Volga se transformó en el Instituto Politécnico de Mari (Marpi). En la primera década, se abrieron nuevas facultades: ingeniería y construcción, ingeniería de Radio, tecnologías de carpintería, ingeniería mecánica, recuperación de carreteras. Y a finales de los años 70 se crearon un sistema educativo de televisión cerrada, un centro educativo y de cómputo, y se creó la primera clase de exhibición.
En 1982, por sus méritos en la formación de especialistas altamente calificados para la economía nacional y el desarrollo de la investigación científica, el Instituto recibió la orden de la Amistad de los pueblos.
El nivel alcanzado por la Universidad del trabajo educativo, metódico y científico dio la razón al equipo para recibir el 31 de marzo de 1995 el estatus de la Universidad técnica estatal (Margtu).
Por orden de la agencia Federal de educación N.º 1166 de 29 de junio de 2007, la Universidad técnica estatal de Mari se reorganiza en un complejo universitario en forma de anexión como unidades estructurales:
- Institución educativa estatal Federal de educación profesional secundaria Colegio Agrario de Yoshkar-Ola
- Institución educativa estatal Escuela Profesional N.º 1

Y también se unieron a la Universidad en forma de unidades estructurales separadas (sucursales de la Universidad):
- Institución educativa estatal de educación profesional secundaria "escuela técnica de pulpa y papel de María "( ahora la Sucursal del Volga de pgtu)
- Institución educativa estatal de educación profesional secundaria " escuela técnica forestal mariinsko-POSADSKY "(ahora rama mariinsko-POSADSKY pgtu

En 2012, la Universidad técnica estatal de Mari se transformó en la Universidad tecnológica estatal del Volga.
En 2015, mediante la fusión de cinco de las diez facultades (Flhie, Fpivr, SF, LF y MF), se formaron tres institutos y cinco facultades.

## Licencia
Pgtu tiene el Certificado de acreditación estatal N.º 1334 del 23 de junio de 2008 y la licencia para el derecho a realizar actividades educativas en el campo de la educación profesional superior N.º 10093 del 28 de marzo de 2008 del Servicio Federal de supervisión en el campo de la educación y la ciencia.

## Audiencias nominativas
La tradición de las audiencias nominativas se inició en 2003. Cada doctor honoris causa de la PSU tiene una audiencia nominal. Atributo obligatorio: placa con nombre, retrato fotográfico con información breve. Como regla general, las audiencias son las más modernas, desde el diseño hasta el equipo técnico.
En el edificio principal de la pgtu, 7 audiencias nominativas:
1. Leonid Markelov — el presidente de la República, Mari El. Abierto en noviembre de 2006.[7]
2. Vasiliy Bochkarev — el gobernador de la región de Penza.
3. Aleksandr Torshin —vicepresidente del Consejo de la Federación de Rusia.

## Vida estudiantil

### Deportes
A disposición de los estudiantes hay: 2 tiro de tiro, campo de salud y deportes "politehnik", cuatro Salas grandes y 6 pequeñas, una base de esquí, una sala de entrenamiento de fuerza. También hay trabajo de entrenamiento en entrenamiento de fuerza, tenis, boxeo, combate cuerpo a cuerpo, Viet-Vo-DAO, aeróbicos de salud, tenis de mesa.

#### Baloncesto
El equipo de baloncesto "Margtu" fue creado en 1972. El iniciador fue el Departamento de educación física (el profesor principal Yuri Yakovlevich Ozhiganov, quien fue el entrenador en jefe hasta 1980). Ganó medallas de oro en la Politécnica de la URSS en 1984 y 1987. El equipo fue tercero en la división "este" al final del Campeonato regular y quinto en el torneo final en la temporada 06/07.

### Descansadero
Para el descanso de los estudiantes y el personal de la Universidad hay un campo deportivo y de bienestar "politehnik", que se encuentra en los territorios del parque nacional "Mari chodra", a orillas del lago Yalchik, región del Volga de la República de Mari el.
El campamento se abrió oficialmente en 1965 por decisión del Consejo de Ministros de la ASSR de Mari «sobre la asignación de tierras para necesidades públicas y de otro tipo».
Hoy en día, el "Politécnico" cubre un área de 7,2 hectáreas e incluye:
- comedor con capacidad para 200 personas;
- casas de dos, tres y cinco camas para familias;
- escudos y cascos de piedra para grupos de personas 30-40.

El campamento se celebra anualmente:
- Festival Yalchik Favorito" - bajo los auspicios del Consejo de administración de la Universidad;
- Interregional "Festival de Música" - organizado por los amantes de la canción de autor;

## Premios
- Orden de la Amistad de los Pueblos(1982).
- Premio Lenin Komsomol